# Одия
Вижте пояснителната страница за други значения на Ория.
Одия или ория (ଓଡ଼ିଆ) е индоарийски език, основно говорен в Източна Индия от около 33 милиона души, за които е майчин език.
Това е преобладаващият език в индийския щат Одиша, където говорещите го като роден език съставляват около 80% от населението. Говори се и в части на Западен Бенгал, Джаркханд, Чхатисгарх и Андра Прадеш. Одия е един от многото официални езици на Индия; официален език за Одиша и втори официален език за Джаркханд. Одия е шестият индийски език, който е определен като класически език на Индия, на базата на дългата му литературна традиция и факта, че няма значителни заемки от други езици. Най-старите доказателства за наличието на езика датират към 3 век пр.н.е.

## Географско разпространение

### Индия
Одия основно се говори в щата Одиша, но има и значителни популации, говорещи Одия и в други региони на Индия като:
- Западен Бенгал,
- окръзите Източен Сингхбхум, Западен Сингхбхум, Серайкела Кхарсаван, Симдега, Гумла, Кхунти, Ранчи на щата Джаркханд,
- окръзите Срикакулам, Визианагарам и Вишнакхапатнам на щата Андра Прадеш, и
- източните окръзи на щата Чхатисгарх.

Чувствителен брой говорещи Одия се срещат и в градовете Вишакхапатнам, Хайдарабад, Пондичери, Бангалор, Ченай, Гоа, Мумбай, Райпур, Джамшедпур, Барода, Ахмедабад, Ню Делхи, Колката, Кхарагпур, Гувахати, Шилонг, Пуна и Силваса.

### Чужди страни
ГОлеми одия-говорещи диаспори има в няколко страни по света, с които общият брой говорещи езика достига 45 милиона души. Езикът има чувствително разпространение в източни страни като Бангладеш, Индонезия, както и в западни страни като САЩ, Канада, Австралия и Великобритания. Езикът има разпространение и в Бурма, Малайзия, Фиджи, Шри Ланка и Пакистан.